# Rory McCann
 (avril 2015).
Si vous disposez d'ouvrages ou d'articles de référence ou si vous connaissez des sites web de qualité traitant du thème abordé ici, merci de compléter l'article en donnant les références utiles à sa vérifiabilité et en les liant à la section « Notes et références ».
Pour les articles homonymes, voir McCann.
Rory McCann est un acteur britannique né le 24 avril 1969 à Glasgow (Écosse). Il est principalement connu pour son interprétation du rôle de Sandor Clegane dans la série de HBO Game of Thrones.

## Carrière

### Avant d'être acteur
Avant d'être acteur, Rory McCann était  forestier. Il avait étudié à l'École écossaise des forêts près d'Inverness. Il a également travaillé comme peintre de pont (sur le Forth Road Bridge), paysagiste, et charpentier.

### En tant qu'acteur
McCann commence par jouer dans  trois publicités pour Scott's Porage Oats, vêtu seulement d'un kilt.
Il est congédié de son premier film car il riait pendant les  prises, ne comprenant pas le processus et ne prenant pas son rôle au sérieux.
En 1987, pour le film "Willow" un casting supplémentaire est lancé afin de trouver deux grands hommes pouvant interpréter des ivrognes. Avec 1,98 m, Rory obtint l'un des deux rôles.
Pour son premier grand rôle, McCann joue un entraîneur personnel handicapé dans une comédie dramatique  de télévision : "The Book Group" (2002), il remporte le BAFTA écossais 2002 pour la meilleure performance de télévision.
Depuis, il a joué des rôles à la télévision comme l'inspecteur-détective Stuart Brown dans "State of Play", Pierre le Grand dans "Pierre dans le Paradis", et un prêtre dans la série britannique primée "Shameless".
Il fait ses débuts à Hollywood en  2004 dans "Alexander", qui exigeait que les acteurs passent par un camp d'entraînement dans le désert africain, et comprenait des prises de vue en Thaïlande, au Maroc ainsi que dans un studio de Londres.
En 2007, il apparait en tant que Michael "Lurch" Armstrong dans "Hot Fuzz". Ses répliques se limitaient aux fameux et très connus : "Yarp" et "Narp"
En 2008, il joue Moby dans le film The Crew et incarne Attila dans l'épisode "Atilla le Hun" du docu-drama de la BBC "Les Heroes and Villains".
Il incarne Sandor "Le Limier" Clegane dans la série HBO Game of Thrones.
En projet  une série pour la BBC,  Banished inspirée de l'écrivain Jimmy McGovern, l'action se déroule en Australie au XVIIIe siècle. McCann y joue un forgeron nommé Marston.

## Filmographie
| Année     | Titre                           | Rôle                                  | Notes                                |
| --------- | ------------------------------- | ------------------------------------- | ------------------------------------ |
| 1999      | Coming Soon                     | Fergus                                | mini-série                           |
| 2000      | Mon ami le fantôme              | Bouncer                               | épisode "Mental Apparition Disorder" |
| 2000      | Monarch of the Glen             | Roger                                 | saison 1, épisode 6                  |
| 2002      | La Brigade du courage           | Keith                                 | saison 14, épisode 7                 |
| 2002–2003 | The Book Group                  | Kenny McLeod                          | 12 épisodes                          |
| 2003      | State of Play                   | Stuart Brown                          | épisode 1                            |
| 2003      | Peter in Paradise               | Peter the Great                       | téléfilm                             |
| 2003      | Rockface                        | Adam                                  | 6 épisodes                           |
| 2006      | Shameless                       | Père Critchon                         | 2 épisodes                           |
| 2008      | Chefs de Guerre                 | Attila                                | épisode "Attila the Hun"             |
| 2011      | The Jury                        | Derek Hatch                           | 5 épisodes                           |
| 2011–2019 | Game of Thrones                 | Sandor Clegane                        | 38 épisodes                          |
| 2015      | Banished                        | Marston                               | 4 épisodes                           |
| 2021      | Les Irréguliers de Baker Street | le maître des oiseaux / Arthur Hilton | 2 épisodes                           |
| 2024      | Knuckles                        | "The Buyer"                           |                                      |

| Année | Titre                      | Rôle                      | Notes                |
| ----- | -------------------------- | ------------------------- | -------------------- |
| 1999  | Ratcatcher                 | Gordon                    | non crédité          |
| 2000  | Pasty Faces                | Goon                      |                      |
| 2003  | The Devil's Tattoo         | Eric                      |                      |
| 2003  | Young Adam                 | Sam                       |                      |
| 2004  | Alexandre                  | Crateros                  |                      |
| 2005  | Beowulf, la légende viking | Breca                     |                      |
| 2006  | Sixty Six                  | officier de police        |                      |
| 2007  | Hot Fuzz                   | Michael 'Lurch' Armstrong |                      |
| 2008  | The Crew                   | Moby                      |                      |
| 2009  | Solomon Kane               | McNess                    |                      |
| 2010  | Le Choc des Titans         | Belo                      |                      |
| 2011  | Le Dernier des Templiers   | chef des soldats          | crédité Rory MacCann |
| 2015  | Slow West                  | John Ross                 |                      |
| 2017  | xXx: Reactivated           | Tennyson Torch            |                      |
| 2019  | Jumanji: Next level        | Jürgen le brutal          |                      |